# Haliotis mariae
Haliotis mariae (em inglês Omani abalone e em árabe por As’sufailah) é uma espécie de molusco gastrópode marinho pertencente à família Haliotidae. Foi classificada por W. Wood, em 1828. É nativa do oeste do oceano Índico, em águas rasas.

## Descrição da concha
Esta espécie apresenta concha oval e funda, com lábio externo encurvado a moderadamente reto, muitas vezes formando um relevo denticular (Haliotis dentata), e com visíveis e grosseiros sulcos espirais, por vezes ondulados, em sua superfície, atravessados por lamelas de crescimento mais ou menos visíveis. Chegam até pouco mais de 12 centímetros e são geralmente de coloração vermelho-amarronzada, frequentemente com alguma mancha linear em creme. Os furos abertos na concha, geralmente de 5 a 6, são grandes, circulares e muito elevados. Região interna madreperolada, iridescente, apresentando o relevo da face externa visível.

## Subespécies
- Haliotis mariae mariae W. Wood, 1828[1]
- Haliotis mariae dentata Jonas, 1846[1] (Omã)[5]

## Distribuição geográfica
Haliotis mariae ocorre em águas rasas da zona nerítica, das margens mais expostas até profundidade de 20 metros, mas a maioria das populações encontram-se entre 5 e 10 metros na região oeste do oceano Índico, do Iémen a Omã e Somália.

## Pesca, consumo e conservação
Um estudo de 2006 investigou o estatuto da pesca de Haflotis mariae na região sul de Omã, para alimentação. Ela tem sido um recurso importante e valioso para a população do país, começando por volta de 1970 e produzindo anualmente entre 29 a 56 toneladas de carne fresca de abalone, com a maior produção efetuada no ano de 2003. Porém, a maioria da produção durante os últimos anos esteve abaixo do tamanho mínimo legal da concha. Operações de pesca intensiva resultaram em um sério declínio na densidade de estoque e disponibilidade de grandes indivíduos.